# 滏阳东路街道
滏阳东路街道，是中华人民共和国河北省邯郸市峰峰矿区下辖的一个街道办事处。
2015年2月2日，邯郸市人民政府批复同意将临水镇所辖的机厂、电厂、滨河、春光园、铁东、人民街、朝阳、跃西、五指院、滏南、兴旺、滏北、商贸、滏阳新村等14个居民委员会和东纸坊、西纸坊、郭庄、黑龙洞、南头、东沟、石桥、新清流等8个村民委员会从临水镇划出，设立滏阳东路街道办事处，面积12.25平方公里，人口95944人。滏阳东路街道办事处驻滏阳东路27号。

## 行政区划
滏阳东路街道下辖以下地区：
春光园社区、跃西社区、铁东社区、滏阳新村社区、朝阳社区、人民街社区、兴旺社区、商贸社区、电厂社区、滏北社区、滨河社区、五指院社区、滏南社区、机厂社区、东沟村、石桥村、新清流村、黑龙洞村、郭庄村、西纸坊村、东纸坊村和南头村。